# Iuliu Fejeș
Iuliu Fejeș (n. 31 mai 1940, Târgu Secuiesc -- d. ?) a fost un demnitar comunist român de origine maghiară. Iuliu Fejeș a devenit membru de partid în 1960 și a fost deputat MAN în perioada 1965 - 1989. 

## Studii
- Școala primară (1947–1954);
- Școala medie din Baia Mare (1954–1956);
- Facultatea de Mecanică, Institutul Politehnic Cluj (1956–1961);
- Școala Superioară de Partid „Ștefan Gheorghiu“, curs fără frecvență (din 1963);
- doctorat; Curs postuniversitar la Academia de Științe Social-Politice „Ștefan Gheorghiu“.